# Looking for a Lady with Fangs and a Moustache
Looking for a Lady with Fangs and a Moustache è un film diretto da Khyentse Norbu, pubblicato nel 2019, ambientato in India e negli Stati Uniti.

## Trama
Protagonista è un musicista nepalese, Tenzin, il quale, afflitto da visioni ultraterrene, ha l'apparizione del gran maestro, il quale gli preannuncia che avrà solo una settimana da vivere. Ciò lo porterà a ripensare completamente la sua sfera spirituale.

## Produzione
È stato prodotto da Olivia Harrison.